# Ducati MH900e
Die Ducati MH900e ist ein auf 2000 Stück limitiertes Supersport-Modell des italienischen Motorradherstellers Ducati. Sie wurde auf der Intermot 1998 vorgestellt und in den Jahren 2001 und 2002 produziert. Die komplette Produktion war vor Auslieferung bereits ausverkauft.

## Modellgeschichte
Das Motorrad wurde vom damaligen Ducati-Chefdesigner Pierre Terblanche als Hommage an Mike Hailwood, der im Jahr 1978 auf Ducati die TT auf der Isle of Man gewann, konzipiert.
Im September 1998 wurde ein erster Entwurf auf der Intermot (damals in München) präsentiert. Auf Grund der positiven Reaktionen von Publikum und Presse veröffentlichte Ducati einen Fragebogen im Internet, um das tatsächliche Interesse herauszufinden. Nach der Auswertung entschieden die Verantwortlichen Federico Minoli und Massimo Bordi, eine Sonderserie von 2000 Exemplaren zu produzieren. Die Maschinen wurden exklusiv über das Internet direkt an die Endkunden verkauft (sogenanntes B2C Business to customer), Ducati war damit der erste Motorradhersteller, der diesen Vertriebsweg beschritt. Am 1. Januar 2000 ab 0.01 Uhr wurde das Modell zu einem Preis von 15.000 Euro angeboten, die ersten 1000 Maschinen waren nach 31 Minuten verkauft. Etwa 30 % der Besteller kamen aus Europa, 30 % aus den USA und 39 % aus Japan.

## Design und Technik
Das Design des Motorrades sollte Tradition und Moderne verbinden. Die Optik eines Straßenrenners der 1970er Jahre wurde mit moderner Technik verbunden. Die meisten Aspekte der Studie wurden tatsächlich realisiert. Allerdings wurde bei den ausgelieferten Modellen statt eines Auspuffs mit darin integrierten Blinkern eine eher konventionelle Lösung eingesetzt, außerdem wurden „normale“ Rückspiegel statt einer integrierten Kamera mit Display verbaut.
Der Motor entsprach dem luftgekühlten 90°-V-Motor (Ducati-Bezeichnung aufgrund der Einbaulage: L-Motor) mit 904 cm³ Hubraum und 59 kW/80 PS, der in der Ducati 900SS eingesetzt wurde.
Bei der Auslieferung der Maschine erhielt der Käufer ein T-Shirt mit der Produktionsnummer und einen passenden Ständer zum Aufbocken, auch an der Maschine selbst befindet sich eine entsprechende Plakette.

## Produktion
Das Motorrad wurde in der Fabrik in Bologna größtenteils handgefertigt, es entstanden vier bis fünf Maschinen pro Tag. Auf Grund unerwarteter Anpassungen startete die Produktion erst ein Jahr nach der Vorstellung und ging bis ins Jahr 2002, so dass zwei unterschiedliche Produktionsjahre bekannt sind.

## Rechtsstreit um den Namen
Pauline Hailwood, die Witwe von Mike Hailwood, verklagte Ducati 2001 für die ungenehmigte Benutzung des Namens ihres verstorbenen Mannes für das Modell. Mike Hailwood starb 1981 und hatte damit nichts mit der Entwicklung des Motorrads zu tun. Ducati gab an, dass das Motorrad von dem Sieg Mike Hailwoods bei der TT auf der Isle of Man „inspiriert“ sei. Das Verfahren wurde gegen eine nachträgliche Lizenzzahlung eingestellt.